# Municipio de Williamsburg (Carolina del Norte)
El municipio de Williamsburg (en inglés: Williamsburg Township) es un municipio ubicado en el  condado de Rockingham en el estado estadounidense de Carolina del Norte. En el año 2010 tenía una población de 4.464 habitantes.

## Geografía
El municipio de Williamsburg se encuentra ubicado en las coordenadas 36°17′16.49″N 79°36′27.1″O / 36.2879139, -79.607528.